# Weronika Gawlik
Weronika Gawlik (født 20. Oktober 1986 i Gliwice, Polen) er en kvindelig polsk håndboldspiller, som spiller for MKS Selgros Lublin i Polen og det polske håndboldlandshold.
Hun deltog under VM i håndbold 2015 i Danmark.